# Plants vs. Zombies: Garden Warfare
Plants vs. Zombies: Garden Warfare (frequentemente abreviado como PvZGW) é um jogo eletrônico multiplayer de tiro em terceira pessoa e defesa de torres desenvolvido pela PopCap Games e publicado pela Electronic Arts. Lançado em 2014, ainda atrai muitos jogadores, garante muita diversão e ainda é possível encontrar partidas multiplayer cheias. O terceiro jogo da franquia Plants vs. Zombies, a premissa básica gira em torno de plantas que defendem a humanidade de uma invasão de zumbis. No jogo, os jogadores assumem o controle das Plantas ou dos Zumbis, enquanto lutam em vários modos cooperativos e competitivos para múltiplos jogadores.